# Fulvio Canciani
Fulvio Canciani (Trieste, 15 febbraio 1937 – Latisana, 25 gennaio 2012) è stato un archeologo e storico dell'arte italiano.
È considerato tra i più autorevoli studiosi di archeologia classica.
Professore di Archeologia e Storia dell'Arte Greca e Romana, ha collaborato per moltissimi anni con prestigiose università italiane (Genova, Chieti, Bari, Trieste, Viterbo) ed internazionali (Heidelberg, Würzburg, Oxford e Atene).
È stato socio corrispondente dell'Istituto Archeologico Germanico, membro ordinario dell'Istituto degli Studi Etruschi e Italici e Presidente della Commissione Italiana per il Corpus Vasorum Antiquorum presso l'Unione Accademica Nazionale. 
Ha fatto inoltre parte del comitato di redazione del Lexicon Iconographicum Mythologiae Classicae.

## Opere scelte
- Aus der Heidelberger Universitätssammlung. Fulvio Canciani. Estratto da: Archäologischer Anzeiger. Berlin, 1963 p. 665-680
- Bootische vasen aus dem 8. und 7. Jahrhundert. Fulvio Canciani - Berlin: W. de Gruyter & Co., 1965
- Bronzi orientali ed orientalizzanti a Creta nell'VIII e VII sec. A. C. (Studia archaeologica). Fulvio Canciani. Ed. L'Erma di Bretschneider (1970)
- Un mosaico da Marsala con i busti delle stagioni. estratto da: Cronache di archaeologia e di Storia dell'Arte, vol. X. Fulvio Canciani. 1971
- Una testina efebica nel Museo Oliveriano di Pesaro. Fulvio Canciani.  estratto da: Archeologia classica, 23. Roma, 1971. p. 236-240
- Museo archeologico nazionale di Tarquinia, 3. a cura di Fulvio Canciani. Corpus Vasorum Antiquorum Italia, Fasc. 55. Roma: L'Erma di Bretschneider, 1974
- Due bronzetti della collezione Pansa nel Museo archeologico nazionale di Chieti. Fulvio Canciani - Napoli : Gaetano Macchiaroli , 1975
- La tomba Bernardini di Palestrina – Fulvio Canciani e Friedrich-W. von Hase. In, «Latium Vetus». Editore, CNR. Roma, 1979.
- Considerazioni su due vasi di bronzo dall'Italia centrale. Fulvio Canciani - Ankara: Ankara Üniversitesi, 1980
- Bildkunst : Teil 2. von Fulvio Canciani. - Gottingen : Vandenhoeck & Ruprecht , 1984
- Considerazioni sulla Cronologia della Ceramica Attica dal Tardo Arcaismo allo Stile Severo. Fulvio Canciani. In: Studien Zur Mythologie Und Vasenmalerei: Festschrift Für Konrad Schaünburg. Mainz: Von Zabern, 1986 p. 59-64
- Ancora sui sarcofagi del gruppo Aquileia-Grado. Fulvio Canciani - Aquileia : Museo archeologico, 1986
- Ipotesi sulla statua di Mozia. Fulvio Canciani. in: Kotinos, Festschrift für Erika Simon. Mainz, 1992 p. 172-174
- Riflessioni preliminari sull'iconografia di Iuppiter- F. Canciani. Xenia 4, 1995 p. 33-40